# Oranje schijnpaapje
Het oranje schijnpaapje (Epthianura aurifrons) is een zangvogel uit de familie Meliphagidae (honingeters).

## Verspreiding en leefgebied
Deze soort is endemisch in het grootste deel van het binnenland van Australië.

## Status
De grootte van de populatie is niet gekwantificeerd maar de soort wordt omschreven als doorgaans schaars, maar plaatselijk soms zeer algemeen. Op de Rode lijst van de IUCN heeft deze soort de status niet bedreigd.